# Berliner SV 1892
Berliner SV 92 – niemiecki klub piłkarski, grający obecnie w Landeslidze Berlin – Staffel 2 (odpowiednik siódmej ligi), mający siedzibę w mieście Berlin, w okręgu Charlottenburg-Wilmersdorf.

## Historia
- 02.07.1892 – został założony jako Thor- und Fussballclub Britannia 1892
- 10.10.1914 – zmienił nazwę na Berliner Sport-Verein 1892
- 1945 – został rozwiązany
- 1945 – został na nowo założony jako SG Wilmersdorf
- 1949 – zmienił nazwę na Berliner Sport-Verein 1892

## Sukcesy
- 17 sezonów w Oberlidze Berlin (1. poziom): 1946/47-1962/63.
- 10 sezonów w Regionallidze Nord (2. poziom): 1963/64-1969/70 i 1971/72-1973/74.
- mistrzostwo Berlina: 1897, 1898, 1903, 1904, 1936, 1938, 1943, 1946, 1949 i 1954
- Puchar Berlina: 1930 i 1946